# Horzelica
Horzelica (797 m n.p.m., na mapach Geoportalu opisana jako Stary Groń 797,8 m) – najwyższe wzniesienie w grzbiecie Starego Gronia w Beskidzie Śląskim. Horzelica jest ostatnim wyraźnym spiętrzeniem tego grzbietu na północy, a od długiego, zrównanego odcinka ze szczytem Starego Gronia (792 m) oddzielona jest charakterystyczną przełączką z zabudowaniami i kapliczką. W całości znajduje się w granicach wsi Brenna w województwie śląskim, w powiecie cieszyńskim. Stoki północno-wschodnie opadają do potoku Hołcyna, południowo-zachodnie do potoku Leśnica. W stoki północne wcina się dolinka dopływu Leśnicy rozdzielająca je na dwa ramiona: krótkie północno-zachodnie i dłuższe północno-wschodnie z wzniesieniem Malina.
Stoki Horzelicy pokryte są w większości polanami, zajmującymi miejsce lasów wytrzebionych przed wiekami metodą ogniową – świadczy o tym wymownie nazwa (dawniej zapewne: Gorzelica). Przez kilka wieków funkcjonował tu szałas, będący żywym ośrodkiem tradycyjnej kultury pasterskiej. W 1913 roku na tutejszym szałasie „Na Horzelicach” 8 wspólników wypasało 140 owiec i 11 krów. Wypas owiec prowadzono tu jeszcze po II wojnie światowej, sporadycznie – jeszcze w latach 80. XX w, ale nie ma on już nic wspólnego z dawnym szałaśnictwem.
Rejon Horzelicy jest jednym z najbogatszych w Polsce stanowisk naparstnicy purpurowej. Szacuje się, że jej populacja może tu osiągać nawet ponad 100 tysięcy osobników.